# Duncan Regehr

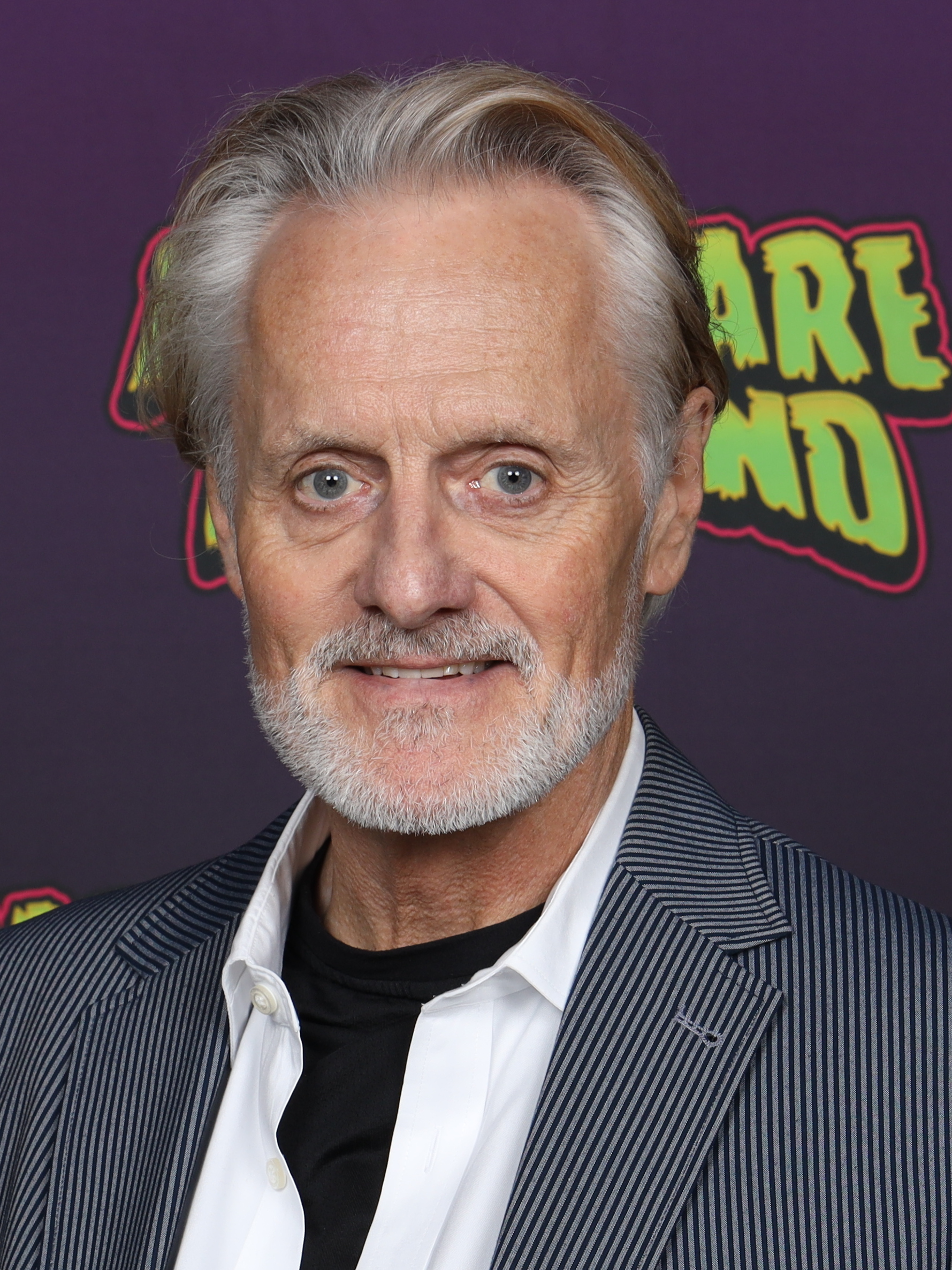
Duncan Regehr, 2024

Duncan Regehr (* 5. Oktober 1952 in Lethbridge, Alberta) ist ein kanadischer Schauspieler und Künstler.

## Leben
Duncan Regehr ist Sohn einer britischstämmigen Mutter und eines deutschstämmigen Vaters aus Russland. Er war zunächst Eiskunstläufer und Amateurboxer. Regehr, der seit seiner Jugend ein begabter Maler ist, konnte 1974 einige seiner Werke beim Stratford Festival in Ontario ausstellen. Seine Werke finden sich heute in der Jilin Collection, der Kunsthallen in Kopenhagen, dem Getty Museum und der Syllavethy Collection of Scotland. 
1977 begann er seine Filmkarriere in der kanadischen Fernsehserie The Newcomers. Der erste Auftritt in einer Kinorolle folgte ein Jahr darauf in dem Kurzfilm The War Is Over. In Kinofilmen trat er danach nur sporadisch auf, seine Karriere verlief vor allem in Fernsehrollen. 1980 ging er nach Hollywood. Eine erste größere Rolle spielte Regehr in dem Zweiteiler Goliath – Sensation nach 40 Jahren. Seinen internationalen Durchbruch feierte er 1984 mit der Miniserie Die letzten Tage von Pompeji nach dem Roman von Edward George Bulwer-Lytton. Es folgte die Hauptrolle in Die Errol-Flynn-Legende (1985) und eine kleine, aber profilierte Nebenrolle in V – Die außerirdischen Besucher kommen (1984/85). Von 1990 bis 1993 verkörperte er in der Fernsehserie Zorro – Der schwarze Rächer in 88 Episoden die Titelrolle. Gastrollen hatte er unter anderem in den Serien Raumschiff Enterprise: Das nächste Jahrhundert und Deep Space Nine. 1996 gewann er den American Vision Award of Distinction in the Arts, und 2000 wurde er von der Royal Canadian Academy of Art für sein Lebenswerk ausgezeichnet. 2008 erhielt er die Ehrendoktorwürde der University of Victoria.

## Filmografie (Auswahl)

### Filme
- 1981: Goliath – Sensation nach 40 Jahren
- 1985: Die Errol-Flynn-Legende
- 1987: Monster Busters (als Graf Dracula)
- 1989: Gejagt bis in den Tod
- 1994: Danielle Steel – Nur einmal im Leben
- 2000: Blood Surf – Angriff aus der Tiefe
- 2000: Air Bud 3 – Ein Hund für alle Bälle (Air Bud 3: World Pup)
- 2005: Secret Lives
- 2008: Nightmare – Der Tod wartet auf dich
- 2009: The Good Times Are Killing Me

### Fernsehserien
- 1979–1980: Matt und Jenny – Abenteuer im Ahornland
- 1984: Die letzten Tage von Pompeji
- 1985: V – Die außerirdischen Besucher kommen
- 1990–1993: Zorro – Der schwarze Rächer
- 1993: Raumschiff Enterprise – Das nächste Jahrhundert (Staffel 7, Episode 14)
- 1995–1997: Star Trek: Deep Space Nine
- 1997–1998: Fast Track